# Brescia (tỉnh)
Tỉnh Brescia là một tỉnh trong vùng Lombardia, Italia. Tỉnh này giáp tỉnh Sondrio về phía bắc và tây bắc, tỉnh Bergamo về phía tây, tỉnh Cremona về phía tây nam và nam, tỉnh Mantova về phía nam, và tỉnh Verona về phía đông..
Các đô thị quan trọng: Desenzano del Garda, Palazzolo sull'Oglio, Montichiari, Ghedi, Manerbio, Carpenedolo, Orzinuovi, Chiari, Brescia, Rovato, Salò, Iseo, Gardone Val Trompia và Lumezzane.